# Tesařík obrovský
Tesařík obrovský (Cerambyx cerdo Linné, 1758) je druh brouka z čeledi tesaříkovití (Cerambycidae). Je rozšířen ve střední a jižní Evropě, jižním Švédsku, severní Africe, a na Kavkaze. Na východě je hranicí jeho výskytu řeka Dněpr.
Dospělý brouk je tmavě hnědý, konec krovek má červenohnědý a dosahuje délky až 56 mm. Jako u mnoha dalších druhů z čeledi Cerambycidae mají samci tesaříka obrovského dvakrát delší tykadla než samice a jsou štíhlejší.
Larvy se vyvíjejí ve dřevě živých dubů, vzácněji v jiných druzích, ve stromech starších více než 100 let, rostoucích na slunečných stanovištích. Samice kladou vajíčka do kůry, ve které se vylíhnou larvy, které v kůře první rok přezimují. V dalším období tříletého až pětiletého cyklu vývoje postupně pronikají larvy do lýka a běli, nakonec se prožírají do dřeva, ve kterém si vytvářejí chodbičky a komůrky, ve kterých se zakuklují. Larvy jsou světle žluté s rezavou hlavou a dosahují délky až 10 cm.
I když svou činností larvy brouka způsobují škody, je brouk zařazen mezi ohrožené druhy a je chráněn zákonem.